# Papineau (metrostation)
Papineau is een metrostation in het stadsdeel Ville-Marie van de Canadese stad Montréal. Het station werd geopend op 14 oktober 1966 en wordt bediend door de groene lijn van de metro van Montréal.